# 海南飘拂草
海南飘拂草（学名：Fimbristylis hainanensis）为莎草科飘拂草属下的一个种。其种加词“hainanensis”意为“海南的”。
现接受名为海南飘拂草（Fimbristylis pauciflora R.Br., 1810）。